# Ибаньес, Рожер
Рожер Ибаньес да Силва (порт.-браз. Roger Ibañez da Silva; род. 23 ноября 1998, Канела, Риу-Гранди-ду-Сул) — бразильский футболист, защитник клуба «Аль-Ахли» и сборной Бразилии.

## Клубная карьера

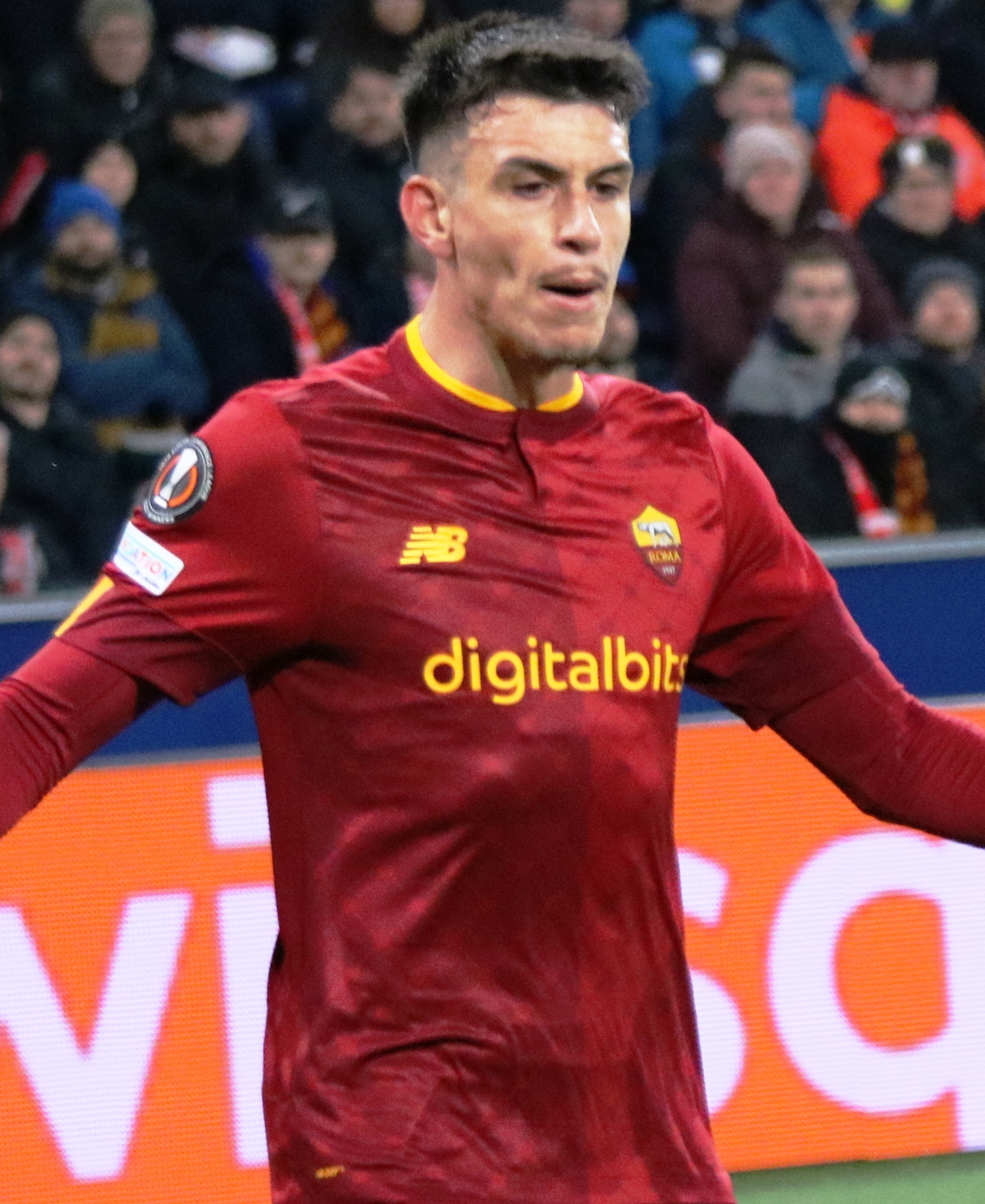
Ибаньес в составе «Ромы»

Ибаньес — воспитанник клуба ПРС. На правах аренды Рожер выступал за «Сержипи» и «Флуминенсе». В 2018 году последний выкупил трансфер игрока. 15 апреля в матче против «Коринтианса» он дебютировал в бразильской Серии A. 19 января 2019 года в поединке Лиги Кариока против «Волта-Редонда» Рожер забил свой первый гол за «Флуминенсе». В начале 2019 года Ибаньес перешёл в итальянскую «Аталанту».. Сумма трансфера составила 4 млн евро. 11 мая в матче против «Дженоа» он дебютировал в итальянской Серии A.
В начале 2020 года Ибаньес на правах аренды перешёл в «Рому». 24 июня в матче против «Сампдории» он дебютировал за новый клуб. 5 ноября в поединке Лиге Европы против румынского ЧФР Рожер забил свой первый гол за «Рому». В марте 2021 года игрок подписал долгосрочный контракт. В 2022 году игрок Рожер помог клубу выиграть Лигу конференций. В 2023 году игрок помог клубу выйти в финал Лиги Европы. 
Летом 2023 года Ибаньес перешёл в саудовский «Аль-Ахли». Сумма трансфера составила 30 млн. евро. 11 августа в матче против «Аль-Хазма» он дебютировал саудовской Про-Лиге. 17 августа в поединке против «Аль-Халиджа» Рожер забил свой первый гол за «Аль-Ахли». В 2025 году игрок помог клубу Лигу чемпионов АФК. 

## Международная карьера
27 сентября 2022 года в товарищеском матче против сборной Туниса Ибаньес дебютировал за сборную Бразилии. 

## Достижения
Клубные
 «Рома»
- Победитель Лиги конференций УЕФА: 2021/22
- Победитель Лиги Европы УЕФА: 2022/23

 «Аль-Ахли»
- Победитель Лиги чемпионов АФК: 2024/25